# Andrew Vachss
Andrew Vachss (ur. 19 października 1942 w Nowym Jorku, zm. 23 listopada 2021 na Wybrzeżu Północno-Zachodnim) – amerykański autor kryminałów, konsultant ds. ochrony dzieci i prawnik reprezentujący wyłącznie dzieci i młodzież.

## Wczesne życie i kariera
Vachss dorastał w zachodniej części dolnego Manhattanu. Zanim został prawnikiem, zajmował wiele stanowisk w zakresie ochrony dzieci. Był federalnym śledczym ds. chorób przenoszonych drogą płciową i nowojorskim pracownikiem opieki społecznej. Pracował w Biafrze, wkraczając w strefę wojny tuż przed upadkiem kraju. Pracował tam nad znalezieniem drogi lądowej, aby przywieźć podarowaną żywność i środki medyczne przez granicę po tym, jak porty morskie zostały zablokowane, a transporty lotnicze Czerwonego Krzyża zakazane przez rząd Nigerii; jednak wszystkie próby ostatecznie zakończyły się niepowodzeniem, co doprowadziło do szerzącego się głodu.
Po powrocie i wyleczeniu się z obrażeń, w tym malarii i niedożywienia, Vachss studiował organizowanie społeczności w 1970 roku pod kierunkiem Saula Alinsky’ego. Pracował jako organizator pracy i prowadził centrum samopomocy dla miejskich migrantów w Chicago. Następnie zarządzał programem powrotu dla byłych skazańców w Massachusetts, a potem kierował więzieniem o zaostrzonym rygorze dla brutalnych młodocianych przestępców.
Jako adwokat, Vachss reprezentował wyłącznie dzieci i młodzież. Oprócz prowadzenia prywatnej praktyki, pełnił funkcję opiekuna prawnego w stanie Nowy Jork. W każdym przypadku znęcania się nad dzieckiem lub zaniedbania prawo stanowe wymaga wyznaczenia opiekuna prawnego, prawnika, który reprezentuje interesy dziecka podczas postępowania sądowego.

## Twórczość
Andrew Vachss napisał 33 powieści i trzy zbiory opowiadań, był również autorem poezji, sztuk teatralnych, tekstów piosenek i powieści graficznych. Jako powieściopisarz był najbardziej znany ze swojej serii kryminałów Burke. Książka Another Life jest finałem serii.
Po ukończeniu serii, Vachss rozpoczął dwie nowe serie. Pierwsza powieść z trylogii Dell & Dolly, zatytułowana Aftershock, ukazała się w 2013 roku. Druga powieść, Schockwave, została wydana w 2014 roku, natomiast ostatnia odsłona trylogii, Signwave ukazała się w czerwcu 2015 roku. Odchodząc od charakterystycznych dla Vachssa miejskich scenerii, trylogia skupia się na Dellu, byłym żołnierzu i zabójcy oraz Dolly, byłej pielęgniarce z Lekarzy bez Granic i miłości życia Della. Mieszkając na Wybrzeżu Północno-Zachodnim, Dell i Dolly wykorzystują swoje umiejętności wojenne, aby chronić się przed agresorami, którzy wykorzystują swoje codzienne pozycje w społeczności jako kamuflaż, aby atakować bezbronnych.
Seria Cross wykorzystuje charakterystyczne nadprzyrodzone elementy, aby wgłębić się w argument Vachssa, że brak ochrony dzieci przez społeczeństwem jest największym zagrożeniem dla gatunku ludzkiego. W 2012 roku Vachss opublikował Blackjack: A Cross Novel w których występują najemnicy Cross Crew, przedstawieni we wcześniejszych opowiadaniach Vachssa jako najbardziej przerażający gang przestępczy w Chicago. Urban Renewal, druga powieść z serii Cross, ukazała się w 2014 roku. Trzecia powieść z serii, Drawing Dead, została wydana w 2016 roku.
Oprócz tych serii, Vachss napisał kilka samodzielnych dzieł. Pierwszą powieścią, którą opublikował poza serią Burke była Shella. Wydawana w 1993 roku Shella była najbardziej polaryzującym z jego dzieł pod względem reakcji krytyków. Vachss często określał Shellę jako swoją „ukochaną sierotę”, aż do wydania w 2004 roku The Gateway Man, hołdu dla książek w miękkiej oprawie wydawnictwa Gold Medal Books z lat 60. W 2005 roku Vachss, wydał powieść Two Trains Running, której akcja rozgrywała się w całości w ciągu dwóch tygodni w 1959 roku, krytycznym okresie w historii Ameryki. Pod względem formy książka prezentuje się jako dzieło złożone z całości z transkrybowanych taśm z monitoringu, podobnie do filmu kolażowego zbudowanego wyłącznie z materiału filmowego z jednego źródła. Jego powieść z 2009 roku, Haiku, koncentruje się na niespokojnym życiu grupy bezdomnych mężczyzn w Nowym Jorku, starających się nawiązać ze sobą więź i chronić siebie nawzajem. W 2010 roku Vachss, opublikował dwie książki: jego powieść The Weight to romans noir z udziałem zawodowego złodzieja i ukrywającej się młodej wdowy. Heart Transplant, ilustrowana powieść w eksperymentalnym stylu, opowiada historię maltretowanego i zastraszanego młodego chłopca, który odnajduje swoją wewnętrzną siłę z pomocą nieoczekiwanego mentora. That’s How I Roll, wydana w 2012 roku, jest kroniką śmierci płatnego zabójcy, który ujawnia sekrety swojej przeszłości, zarówno przerażające, jak i czułe.
Vachss współpracował przy książkach z Jimem Colbertem i Joe R. Lansdalem. Stworzył także ilustrowane prace z artystami takimi jak Frank Caruso i Geof Darrow. Powieść graficzna Vachssa, Underground, została wydana w listopadzie 2014 roku.
Vachss pisał również literaturę faktu, w tym liczne artykuły i eseje na temat ochrony dzieci oraz książkę na temat kryminologii nieletnich. Jego książki zostały przetłumaczone na 20 języków, a jego krótsze prace pojawiły się w wielu publikacjach, w tym Parade, Antaeus, Esquire, Playboy i The New York Times.
Andrew Vachss był członkiem PEN America oraz Writers Guild of America.

### Ochrona dzieci
W wielu powieściach Vachssa pojawia się nielicencjonowany detektyw Burke, były skazaniec, przestępca zawodowy i głęboko skonfliktowana postać. O swoim bohaterze Vachss powiedział:

Jeśli przyjrzysz się Burke’owi z bliska, zobaczysz prototypowe maltretowane dziecko: nadpobudliwe, nieufne. Jest tak oddany swojej wybranej rodzinie - nie rodzinie biologicznej, która go torturowała, ani państwu, które go wychowało, ale rodzinie, którą wybrał - że zabójstwo jest naturalną konsekwencją zranienia którejkolwiek z tych rodzin. Nie jest zabójcą. Ale podziela tę samą religię, co ja, czyli zemstę.

Vachss ukuł frazę „Dzieci Sekretu”, która odnosi się do maltretowanych dzieci, w każdym wieku, które padły ofiarą przemocy, nigdy nie doświadczając sprawiedliwości, a tym bardziej miłości i ochrony. W powieściach z serii Burke’a niektóre z tych Dzieci Sekretu połączyły się jako dorośli w coś, co Vachss nazwał „rodziną z wyboru”. Ich związek nie jest biologiczny i tworzą bardzo lojalne więzi. Większość z nich to przestępcy zawodowi; żaden z nich nie pozwala, by prawo stało ponad obowiązkiem wobec rodziny.
Vachss stworzył termin „Krąg Zaufania”, który od tego czasu wszedł do powszechnego obiegu. Vachss ukuł ten termin, aby walczyć z błędnym nadmiernym naciskaniem na „nieznajome niebezpieczeństwo”, które uniemożliwia społeczeństwu skupienie się na najczęstszym sposobie, w jaki dzieci są wykorzystywane do wiktymizacji:

Największe zagrożenie dla dzieci jest zawsze w ich domach. Agresor w masce narciarskiej, który porywa dziecko z furgonetki, choć jest prawdziwy, stanowi niewielki procent tych, którzy żerują na dzieciach. Większość wiktymizacji dzieci ma miejsce w kręgu zaufania - niekoniecznie rodzic, ale ktoś, kto został dopuszczony do tego kręgu, który może być doradcą, trenerem lub kimś w przedszkolu. Największym zagrożeniem dla dzieci jest to, że są one postrzegane jako własność, a nie istoty ludzkie.

Innym terminem stworzonym przez Vachss są „Transcendenci”.

Uważam, że wiele osób, które były wykorzystywane jako dzieci, wyrządza sobie - i całej walce - niedźwiedzią przysługę, gdy określają się mianem „ocalałych”. Dawno temu znalazłem się w środku strefy działań wojennych. Nie zostałem zabity. Dlatego „przeżyłem”. To był przypadek... zwykłe szczęście, a nie wielkość charakteru czy bohaterstwo z mojej strony. Ale co z tymi, którzy wychowali się w obozie jenieckim zwanym „dzieciństwem”? Niektóre z tych dzieci nie tylko to przeżyły, nie tylko odmówiły naśladowania ciemiężcy (zło jest decyzją, a nie przeznaczeniem), ale w rzeczywistości zachowały wystarczającą empatię, aby dbać o ochronę innych dzieci, gdy same stały się dorosłe i były „poza niebezpieczeństwem”. Dla mnie tacy ludzie są naszymi największymi bohaterami. Reprezentują nadzieję naszego gatunku, żywy dowód na to, że nie ma nic bio-genetycznego w znęcaniu się nad dziećmi. Nazywam ich transcendentami, ponieważ „przetrwanie” (tj. nie umieranie z powodu) znęcania się nad dziećmi nie jest najważniejsze. To właśnie wtedy, gdy przypadek staje się wyborem, ludzie się wyróżniają. Dwoje małych dzieci jest maltretowanych. Żadne z nich nie umiera. Jedno dorasta i staje się sprawcą przemocy wobec dzieci. Drugie staje się obrońcą dzieci. Jedno „przekazuje to dalej”. Jedno „przerywa cykl”. Czy powinniśmy nazywać ich obu tym samym imieniem? Nie w mojej książce. (I w moich książkach też nie).

### Psy
Innym ważnym tematem, który przenika przez twórczość Vachssa, jest jego miłośc do psów, zwłaszcza ras uważanych za „niebezpieczne”, takich jak Doberman, Rottweiler i zwłaszcza Amerykański pitbulterier.

„Istnieje bardzo specyficzna formuła tworzenia potwora” - mówi Vachss. „Zaczyna się od chronicznego, nieubłaganego znęcania się. Musi nastąpić powiadomienie społeczne, a następnie przekazanie dalej. Dziecko w końcu wierzy, że to, co robi, jest społecznie usankcjonowane. Po pewnym czasie empatia - której musimy się nauczyć, nie rodzimy się z nią - pęka i umiera. Czuje tylko swój własny ból. Oto drapieżny socjopata”. Właśnie dlatego Vachss pozował do niedawnego zdjęcia reklamowego, trzymając na rękach szczeniaka pitbulla. „Wiesz, do czego zdolne są pitbulle, prawda?” – pyta, odnosząc się do reputacji tych zwierząt jako zabójców. „Ale są też zdolne do bycia najwspanialszymi, najsłodszymi zwierzakami na świecie, w zależności od tego, jak je wychowasz. To wszystkie nasze dzieci”.

Był przeciwnikiem znęcania się nad zwierzętami w postaci walk psów i przeciwnikiem zakazów prawnych dotyczących poszczególnych ras. Wraz z innym autorem kryminałów Jamesem Colbertem, Vachss szkolił psy, aby służyły jako psy terapeutyczne dla maltretowanych dzieci. Psy mają uspokajający wpływ na straumatyzowane dzieci. Vachss uważał, że używanie tych konkretnych ras uważanych za niebezpieczne, dodatkowo zwiększa poczucie bezpieczeństwa ofiar; ich „niebezpieczny” wygląd, w połączeniu z intensywnym szkoleniem terapeutycznym, czyni je doskonałą ochroną przed zagrożeniami ze strony ludzi. W czasie, gdy Alice Vachss była głównym prokuratorem, regularnie przyprowadzała jednego z takich wyszkolonych psów, Shebę do pracy z maltretowanymi dziećmi przesłuchiwanymi w Biurze ds. Ofiar Specjalnych.

## Życie prywatne
Kiedy Vachss miał 7 lat, starszy chłopiec uderzył go łańcuchem w prawe oko. Wynikające z tego obrażenia uszkodziły mięśnie oka i spowodowały, że nosił on opaskę na oko. Według Vachssa, usunięcie jej miało efekt światła stroboskopowego migającego na jego twarzy. Vachss miał również wytatuowane małe niebieskie serce na prawej ręce.
Żona Vachssa, Alice, była prokuratorem ds. przestępstw na tle seksualnym, a później została szefem Biura ds. Ofiar Specjalnych w Queens w Nowym Jorku. Jest autorką książki Sex Crimes: Ten Years on the Front Lines Prosecuting Rapists and Confronting Their Collaborators (Dziesięć lat na pierwszej linii frontu w ściganiu gwałcicieli i konfrontacji z ich współpracownikami), która została wyróżniona przez New York Times jako książka roku. Kontynuowała swoją pracę jako prokurator specjalny ds. przestępstw seksualnych na obszarach wiejskich Oregonu.
Andrew zmarł na chorobę wieńcową 23 listopada 2021 roku w wieku 79 lat w swojej rezydencji na Wybrzeżu Północno-Zachodnim.